# Xot de l'illa de Maurici
El xot de l'illa de Maurici o mussol de l'illa de Maurici (Otus sauzieri; syn: Mascarenotus sauzieri) fou una espècie d'ocell de la família dels estrígids (Strigidae) que habitava l'illa de la Reunió. El seu estat de conservació es considera extint.

## Taxonomia
Anteriorment, el Congrés Ornitològic Internacional considerava el xot de la Reunió en el gènere Mascarenotus. Però en la llista mundial d'ocells (versió 11.1, gener 2021) es decidí moure'l a Otus. Tanmateix, altres obres taxonòmiques, com el Handook of the Birds of the World i la quarta versió de la BirdLife International Checklist of the birds of the world (Desembre 2019), encara el consideren dins de Mascarenotus.